# 500 Miglia di Indianapolis 2023
La 500 Miglia di Indianapolis 2023, giunta alla sua 107ª edizione, si è disputata il 28 maggio 2023 sull'ovale dell'Indianapolis Motor Speedway. È stata anche la sesta tappa della IndyCar Series 2023 ed è stata vinta dallo statunitense Josef Newgarden a bordo della Dallara-Chevrolet del Team Penske.

## Calendario
Il programma dell'IndyCar Series 2023 è stato annunciato il 27 settembre 2022, con la 500 Miglia di Indianapolis in programma per domenica 28 maggio. Prove libere, prove cronometrate e altri eventi collaterali sono previsti per le due settimane che precedono la gara. L'Open Test si è svolto il 20 e 21 aprile, includendo test di orientamento per i principianti e test di aggiornamento.
Il GMR Grand Prix, comprese le gare Road to Indy, è stato nuovamente il weekend di apertura delle attività in pista, il 12 e 13 maggio. La Freedom 100 è stata esclusa dal programma per il quarto anno consecutivo. La serie Indy NXT 2023 (precedentemente nota come Indy Lights) includeva una gara su circuito stradale durante il weekend del GMR Grand Prix.
| Programma—Aprile 2023 | Programma—Aprile 2023 | Programma—Aprile 2023 | Programma—Aprile 2023 | Programma—Aprile 2023 | Programma—Aprile 2023 | Programma—Aprile 2023 |
| Dom                   | Lun                   | Mar                   | Mer                   | Gio                   | Ven                   | Sab                   |
| --------------------- | --------------------- | --------------------- | --------------------- | --------------------- | --------------------- | --------------------- |
| 16 Long Beach         | 17                    | 18                    | 19                    | 20 Open Test          | 21 Open Test          | 22                    |
| Programma—Maggio 2023 |                       |                       |                       |                       |                       |                       |
| 30 Alabama            | 1                     | 2                     | 3                     | 4                     | 5                     | 6 Mini-Marathon       |
| 7                     | 8                     | 9                     | 10                    | 11 RTI Test           | 12 GMR Grand Prix     | 13 GMR Grand Prix     |
| 14                    | 15                    | 16 Libere             | 17 Libere             | 18 Libere             | 19 Venerdì veloce     | 20 Prove a cronometro |
| 21 Prove a cronometro | 22 Libere             | 23                    | 24                    | 25 Test speciale      | 26 Carb Day           | 27 Parata             |
| 28 Indianapolis 500   | 29 Memorial Day       | 30                    | 31                    |                       |                       |                       |

| \| Colore \| Note \| \| --------- \| ------------------ \| \| Verde \| Libere \| \| Giallo \| Test limitati* \| \| Blu scuro \| Prove a cronometro \| \| Argento \| Gra \| \| Rosso \| Pioggia** \| \| Nero \| Nessuna attività \| * 15 minuti di "test di collaudo" disponibile solo per Katherine Legge e Graham Rahal a causa delle ricostruzioni/scambi delle loro auto ** include i giorni in cui viene tracciata l'attività è stata notevolmente limitata a causa della pioggia |                    |
| Colore | Note               |
| Verde | Libere             |
| Giallo | Test limitati*     |
| Blu scuro | Prove a cronometro |
| Argento | Gra                |
| Rosso | Pioggia**          |
| Nero | Nessuna attività   |

| Colore    | Note               |
| --------- | ------------------ |
| Verde     | Libere             |
| Giallo    | Test limitati*     |
| Blu scuro | Prove a cronometro |
| Argento   | Gra                |
| Rosso     | Pioggia**          |
| Nero      | Nessuna attività   |

## Griglia di partenza
| Fila  | Interno | Interno            | Centro | Centro              | Esterno | Esterno             |
| ----- | ------- | ------------------ | ------ | ------------------- | ------- | ------------------- |
| 1     | 10      | Álex Palou         | 21     | Rinus VeeKay        | 6       | Felix Rosenqvist    |
| 2     | 14      | Santino Ferrucci   | 5      | Pato O'Ward         | 9       | Scott Dixon W       |
| 3     | 7       | Alexander Rossi W  | 11     | Takuma Sato W       | 66      | Tony Kanaan W       |
| 4     | 8       | Marcus Ericsson W  | 55     | Benjamin Pedersen R | 12      | Will Power W        |
| 5     | 33      | Ed Carpenter       | 3      | Scott McLaughlin    | 27      | Kyle Kirkwood       |
| 6     | 20      | Conor Daly         | 2      | Josef Newgarden     | 23      | Ryan Hunter-Reay W  |
| 7     | 28      | Romain Grosjean    | 06     | Hélio Castroneves W | 26      | Colton Herta        |
| 8     | 60      | Simon Pagenaud W   | 18     | David Malukas       | 98      | Marco Andretti      |
| 9     | 29      | Devlin DeFrancesco | 78     | Agustín Canapino R  | 77      | Callum Ilott        |
| 10    | 50      | R. C. Enerson R    | 44     | Katherine Legge     | 45      | Christian Lundgaard |
| 11    | 51      | Sting Ray Robb R   | 30     | Jack Harvey         | 24      | Graham Rahal        |
| [ 5 ] |         |                    |        |                     |         |                     |

 R  = Debuttante alla 500 Miglia di Indianapolis (Rookie)
 W  = Vincitore in passato della 500 Miglia di Indianapolis (Winner)

## Gara

### Resoconto

#### Prima metà

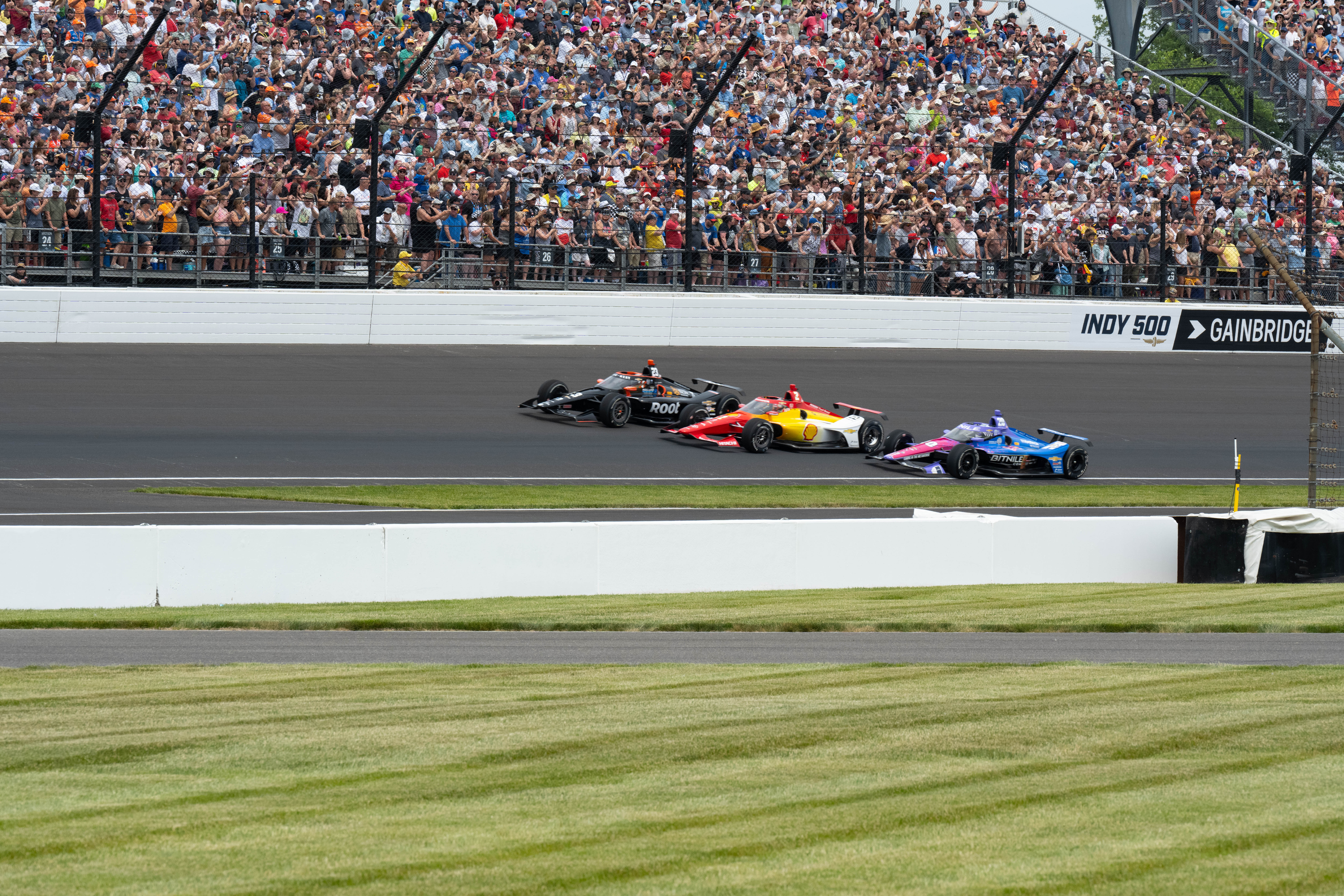
Le vetture in sesta fila alla partenza: Conor Daly (nº 20), Josef Newgarden (nº 2), Ryan Hunter-Reay (nº 23)

Prima della partenza della gara Graham Rahal ha avuto problemi con la batteria della sua vettura. I suoi meccanici sono riusciti a cambiare la batteria, ma non prima che fossero già stati completati due giri di gara.
Alla partenza, Álex Palou ha preso il comando della gara davanti a Rinus VeeKay e Felix Rosenqvist, mentre Scott Dixon è passato al quarto posto. Con il progredire della prima fase di gara, Palou e VeeKay si sono scambiati la prima posizione più volte. Dietro, Dixon ha iniziato ad accusare una vibrazione ad uno dei suoi pneumatici dopo 20 giri, cosa che lo ha fatto retrocedere in 16ª posizione prima di effettuare finalmente un pit stop per cambiare le gomme al 27º giro. Poco dopo si è verificato il primo giro di pit stop programmati, con i primi due classificati ritrovatisi nello stesso ordine, mentre Santino Ferrucci è passato al terzo posto. Durante la sequenza dei pit stop, Katherine Legge ha perso il controllo della sua vettura uscendo dal box e ha colpito il muretto interno. Legge ha tentato di proseguire la gara ancora per qualche giro, ma alla fine è stata costretta al ritiro. La seconda sequenza di pit stop è avvenuta a partire dal giro 60, durante il quale i compagni di squadra della Arrow McLaren Rosenqvist e Pato O'Ward sono passati al comando della gara grazie a un consumo di carburante migliore rispetto alle vetture davanti a loro. O'Ward e Rosenqvist si sono poi scambiati il comando durante questo stint.

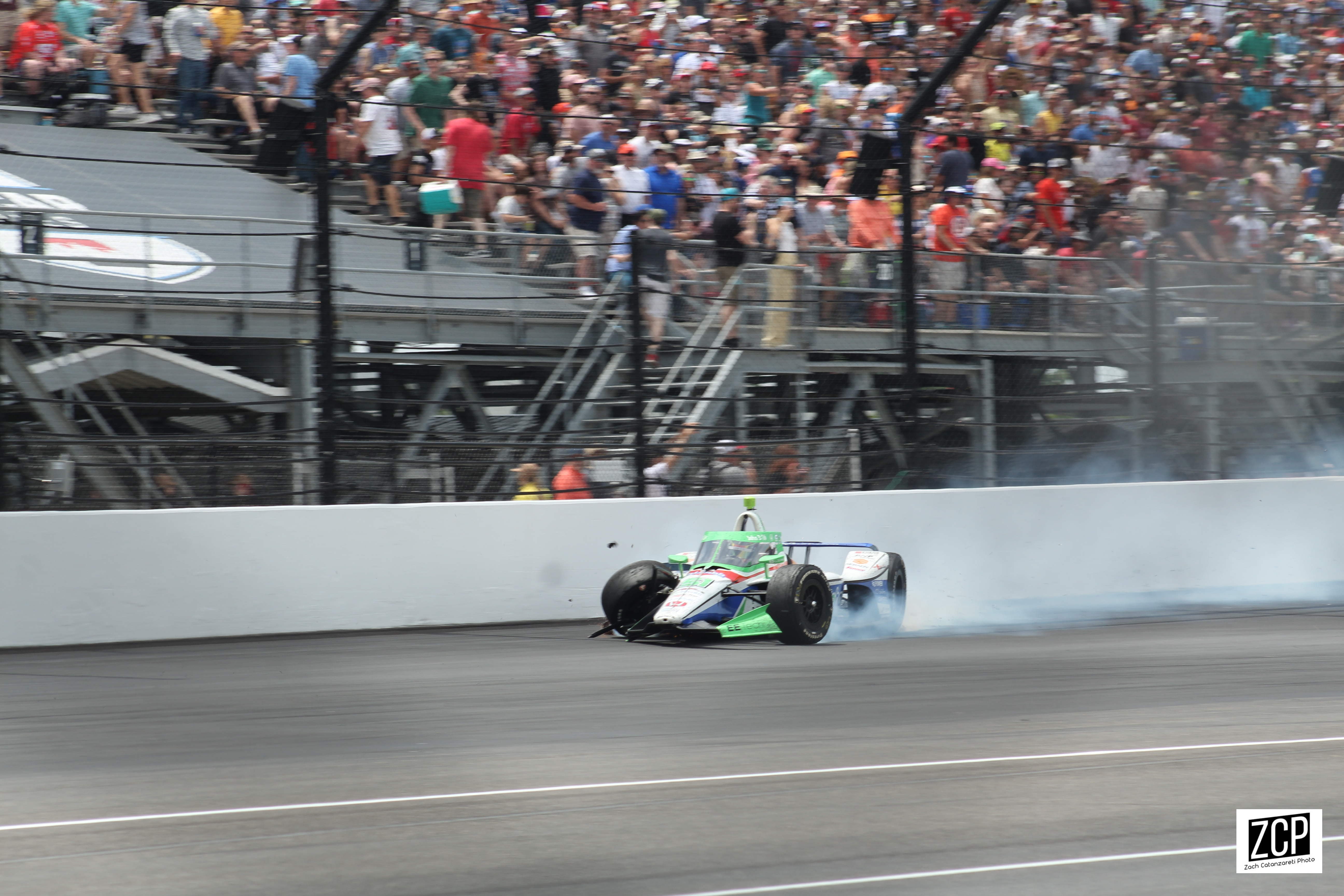
Sting Ray Robb ha causato il primo periodo di caution della gara dopo un incidente alla curva 1

Il primo periodo di caution della giornata è arrivato al 91º giro, quando Sting Ray Robb è andato largo e si è schiantato contro il muro esterno della curva 1 dopo essere stato superato da Graham Rahal. Robb è rimasto illeso nell'incidente. Durante la caution, la maggior parte dei piloti ha deciso di effettuare dei pit stop. Durante le soste, Rinus VeeKay ha perso il controllo della sua vettura uscendo dal box e ha colpito Álex Palou. Benché entrambi siano riusciti a continuare la gara, Palou è scivolato in fondo al gruppo dopo essere stato costretto a cambiare l'ala anteriore della sua vettura a causa dei danni, mentre VeeKay ha ricevuto un drive-through per aver causato l'incidente. Nessuno dei due piloti è più tornato al comando per il resto della gara. Rosenqvist, O'Ward e Ferrucci a questo punto erano davanti tra i piloti usciti i dalla pit lane, mentre Callum Ilott prendeva il comando della gara essendo stato l'unico pilota a non rientrare ai box durante il periodo di caution.

#### Seconda metà

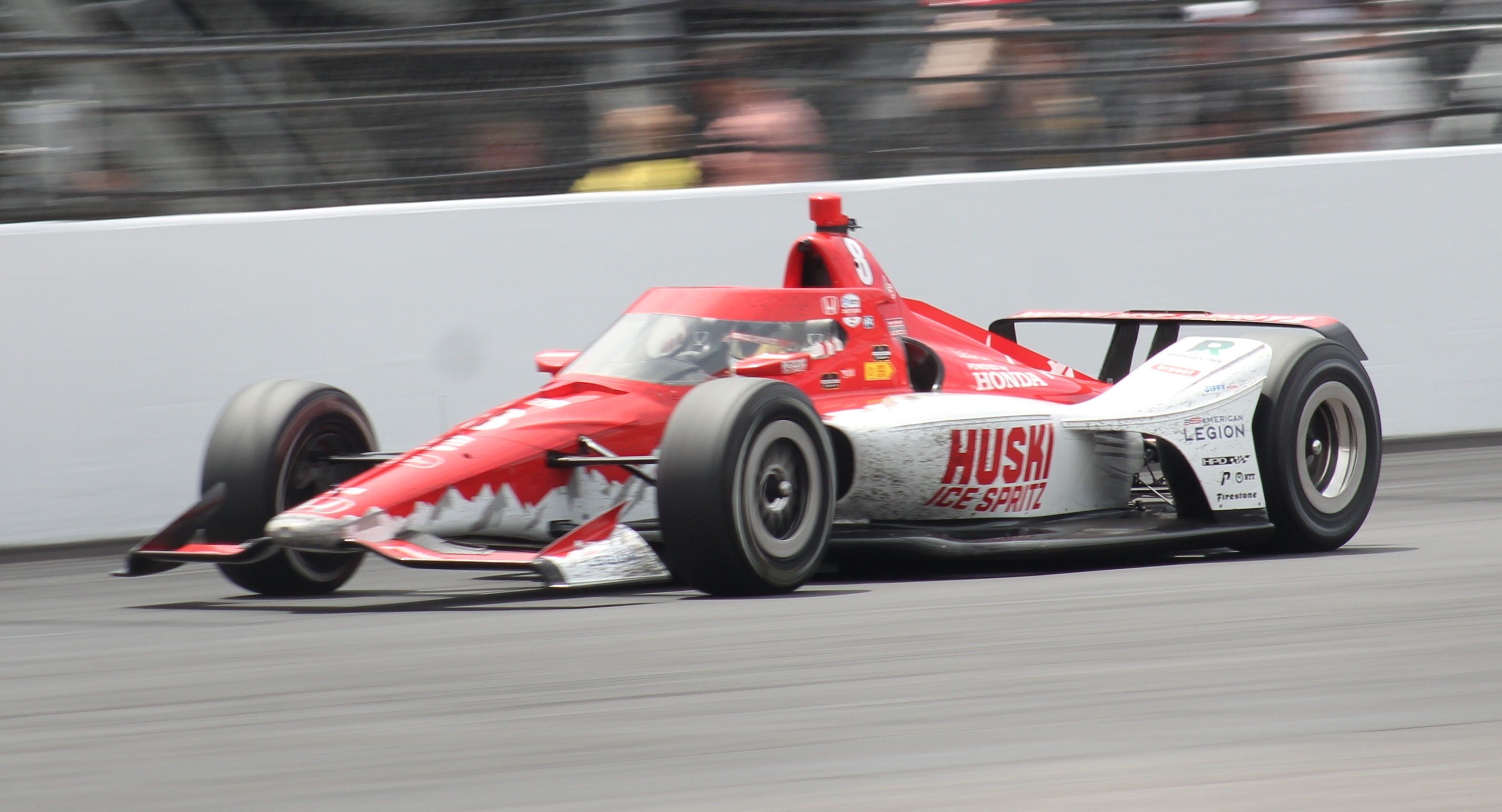
Marcus Ericsson, vincitore nel 2022

La corsa è ripresa al 100º giro, con Rosenqvist e O'Ward che hanno superato immediatamente Ilott per riprendere il comando della gara. Più indietro, Marcus Ericsson e Josef Newgarden hanno effettuato ottime ripartenze, avanzando di diverse posizioni fino a conquistare rispettivamente il quinto e il sesto posto. Dopo alcuni giri, le cose si sono nuovamente calmate e Rosenqvist e O'Ward hanno ripreso a scambiarsi la testa della corsa. Con il pit stop precedente arrivato con un tempismo scomodo per la strategia, il ritmo della gara è rallentato notevolmente con i team che cercavano di raggiungere la finestra prevista per il carburante, con la velocità mantenuta a soli 333 km/h per diversi giri. I pit stop sono ricominciati a partire dal giro 132. Rosenqvist è emerso come leader, ma O'Ward ha avuto una sosta lenta che lo ha lasciato indietro. Newgarden ed Ericsson sono usciti dai box secondo e terzo, ma entrambi hanno superato Rosenqvist poco dopo, ed Ericsson ha poi superato Newgarden per il comando. Alexander Rossi si è portato al quarto posto, mentre Santino Ferrucci al quinto. Durante i pit stop, si è verificato un altro incidente nella pit lane quando Colton Herta è ripartito dal suo box mentre Romain Grosjean stava entrando nel proprio, provocando una collisione tra i due. Entrambi hanno continuato la gara, perdendo però molto tempo.
Il secondo periodo di caution della gara è arrivato al giro 149, quando Romain Grosjean ha perso il controllo della sua vettura alla curva 2 e ha colpito il muro esterno. Durante la caution, alcune vetture hanno scelto di rientrare ai box, in particolare Pato O'Ward, che aveva avuto problemi nel rifornimento durante il pit stop precedente e quindi aveva bisogno di una sosta extra rispetto alle vetture intorno a lui. La corsa è ripresa al giro 156, con Newgarden che ha preso il comando su Ericsson, prima che entrambi fossero superati da Ferrucci un giro dopo. Rosenqvist e Rossi erano quinto e sesto, mentre Kyle Kirkwood si è portato al sesto posto e Álex Palou è passato al settimo dopo aver recuperato dal suo precedente incidente. La classifica è rimasta più o meno la stessa fino all'inizio dell'ultima serie di pit stop a partire dal giro 169. Ferrucci ha perso tempo dopo che una gomma è rotolata fuori dalla sua piazzola durante la sua sosta; ha evitato qualsiasi penalità di tempo per l'infrazione. Ericsson si è ritrovato al comando del gruppo che aveva effettuato la sosta, con dietro Rosenqvist e Newgarden. A condurre la gara invece erano i piloti che si erano fermati ai box durante la caution, con O'Ward in testa fino al giro 180, quando ha effettuato la sosta. O'Ward è uscito dai box al terzo posto e ha superato rapidamente sia Rosenqvist che Ericsson per ritrovarsi primo tra coloro che non avevano bisogno di ulteriori pit stop.

#### Prima bandiera rossa

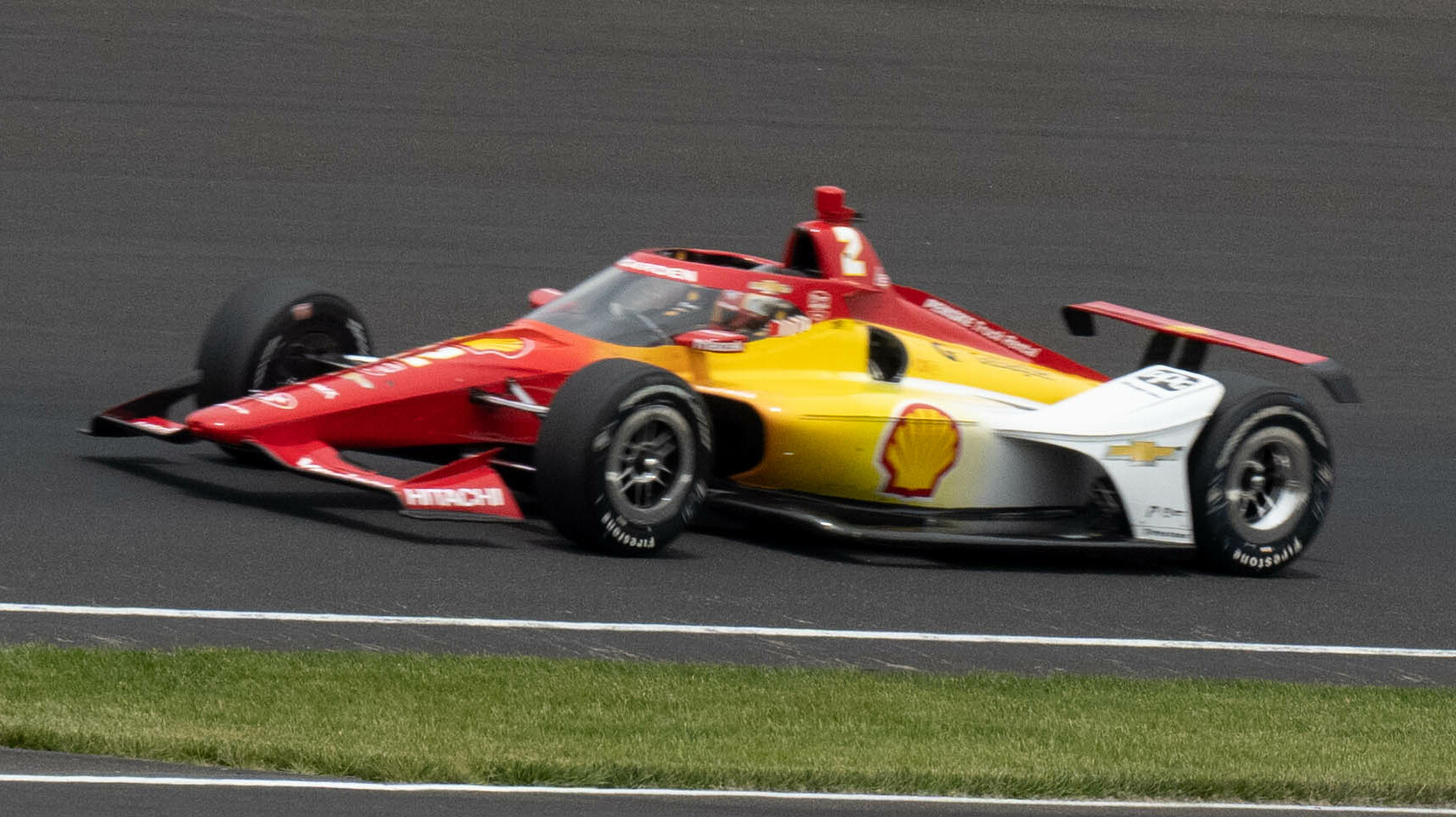
Josef Newgarden durante la gara

Al giro 184, Josef Newgarden ha superato Felix Rosenqvist entrando nella curva 1. Rosenqvist è andato largo nella scia della vettura di Newgarden e ha colpito il muro esterno. Rosenqvist ha tentato di mantenere il controllo della vettura, ma lo ha perso entrando nella seconda curva ed è andato in testacoda. Mentre procedeva in testacoda sulla pista, Rosenqvist è stato colpito da Kyle Kirkwood, che ha perso la ruota posteriore sinistra. Kirkwood è andato a sbattere contro il muro esterno della curva 2, con l'impatto che ha fatto ribaltare l'auto e l'ha fatta strisciare capovolta fino ad arrestarsi. Né Rosenqvist né Kirkwood sono rimasti feriti nell'incidente. Dopo l'impatto, la ruota staccatasi dall'auto di Kirkwood è finita oltre la recinzione all'esterno della curva 2 e fuori dal circuito. La ruota ha oltrepassato una tribuna ed è atterrata sulla parte anteriore sinistra di una Chevrolet Cruze parcheggiata tra due tribune all'esterno della curva due. Robin Matthews, la proprietaria dell'auto danneggiata, è stata invitata a una visita dell'autodromo dopo la gara come risarcimento. Il 1º giugno, quattro giorni dopo la gara, i responsabili dell'Indianapolis Motor Speedway hanno annunciato che avrebbero donato a Matthews una nuova auto.
Dato che il circuito necessitava di una significativa pulizia a causa dell'incidente, i commissari dell'IndyCar hanno interrotto la gara. Ryan Hunter-Reay era in testa al momento della bandiera rossa, ma insieme a Callum Ilott e Agustín Canapino sarebbe dovuto rientrare ai box non appena la gara fosse ripresa.

#### Seconda bandiera rossa

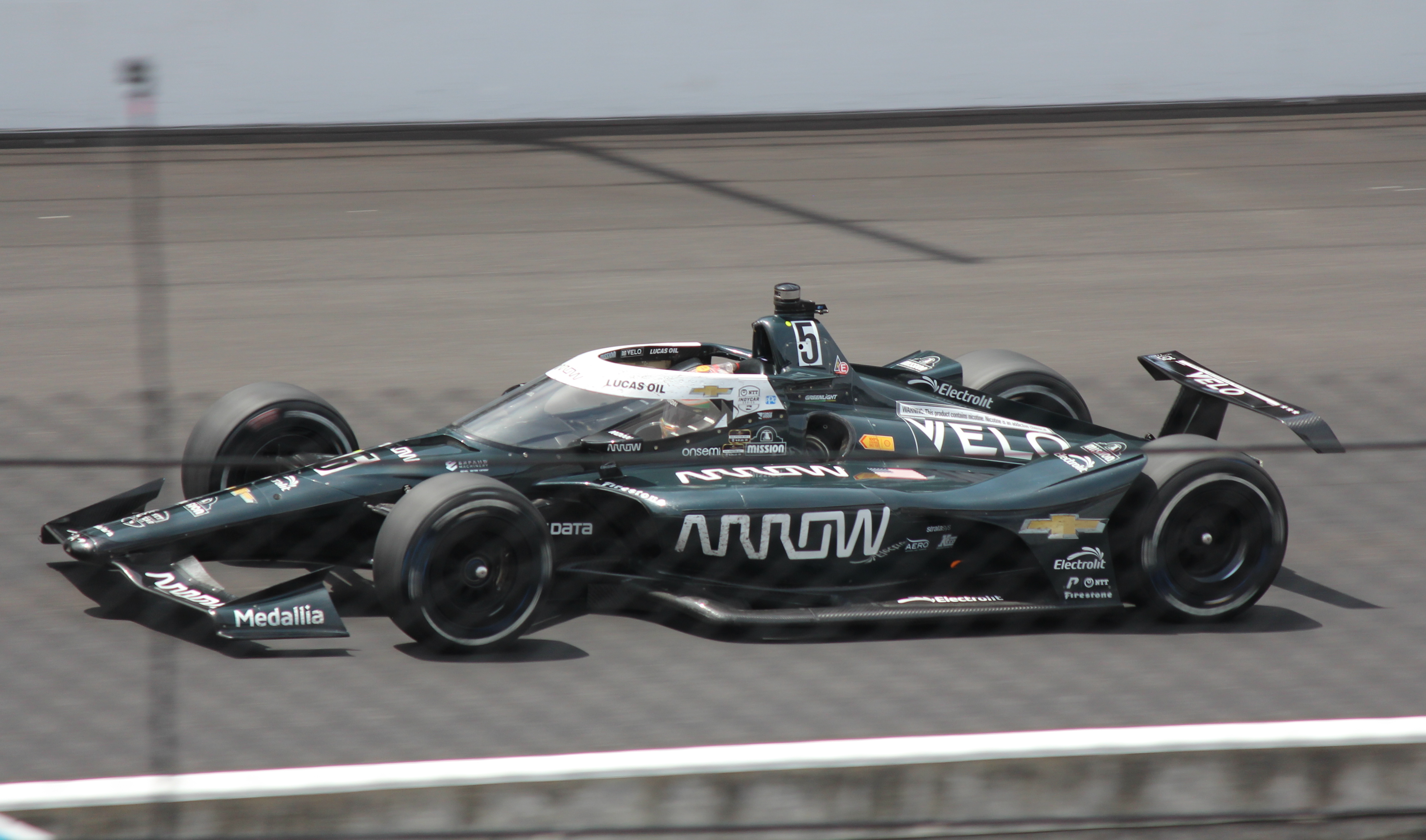
Pato O'Ward in testa alla gara

La corsa è ricominciata con un periodo di caution. Le tre vetture di testa che avevano bisogno di un pit stop lo hanno fatto immediatamente, cedendo il comando a O'Ward. La corsa è ripresa al giro 192, con Newgarden ed Ericsson che hanno superato O'Ward dirigendosi alla curva 1. O'Ward ha tentato di risorpassare Ericsson alla curva 3, ma ha perso il controllo della sua vettura, si è girato più volte e ha colpito il muro esterno. L'incidente di O'Ward ha causato una catena di incidenti alle sue spalle. Scott McLaughlin si è scontrato con Simon Pagenaud mentre il gruppo rallentava per evitare O'Ward, il che ha mandato Pagenaud contro il muro esterno mentre McLaughlin ha subito danni al muso della sua vettura. Agustín Canapino è finito sull'erba cercando di evitare McLaughlin, perdendo il controllo della sua vettura e colpendo anche lui il muro. Dopo il primo impatto, l'auto di Canapino era danneggiata al punto che non riusciva più a sterzare né a rallentare. Di conseguenza, Canapino ha colpito l'auto già incidentata di O'Ward, venendo lanciato brevemente in aria. Nessuno dei piloti coinvolti è rimasto ferito nell'incidente. Con la necessità di un'altra importante pulizia, i commissari dell'IndyCar hanno deciso nuovamente di interrompere la gara per cercare di garantire un arrivo con bandiera verde. Al momento della seconda bandiera rossa, Newgarden precedeva Ericsson con Santino Ferrucci terzo.

#### Terza bandiera rossa e arrivo

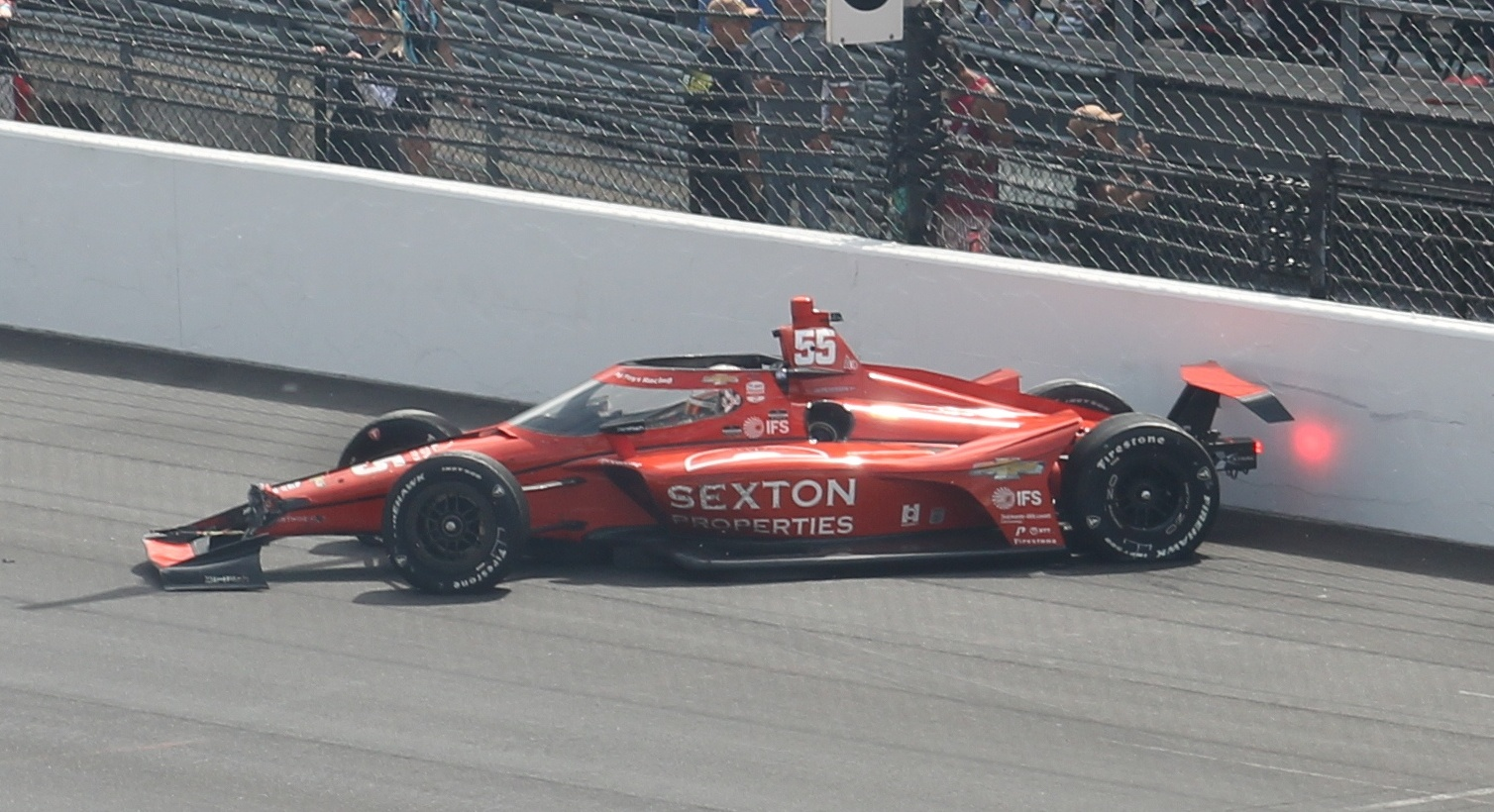
L'auto danneggiata di Benjamin Pedersen dopo l'incidente del giro 196

La corsa è ripresa con un periodo di caution prima della bandiera verde al giro 196. Ericsson ha immediatamente superato Newgarden, ma nelle retrovie si è verificato un altro incidente proprio mentre Ericsson passava davanti. Dopo che le auto erano uscite dalla curva 4 e si dirigevano verso la bandiera verde, un incidente ha coinvolto Christian Lundgaard, Ed Carpenter, Benjamin Pedersen, Graham Rahal e Marco Andretti, causando un altro periodo di caution. I commissari dell'IndyCar hanno deciso di esporre la bandiera rossa per la terza volta. Poiché l'interruzione è arrivata a soli due giri dalla fine, i commissari hanno deciso che la gara sarebbe ricominciata non appena le vetture avessero raggiunto nuovamente il traguardo per l'inizio dell'ultimo giro.

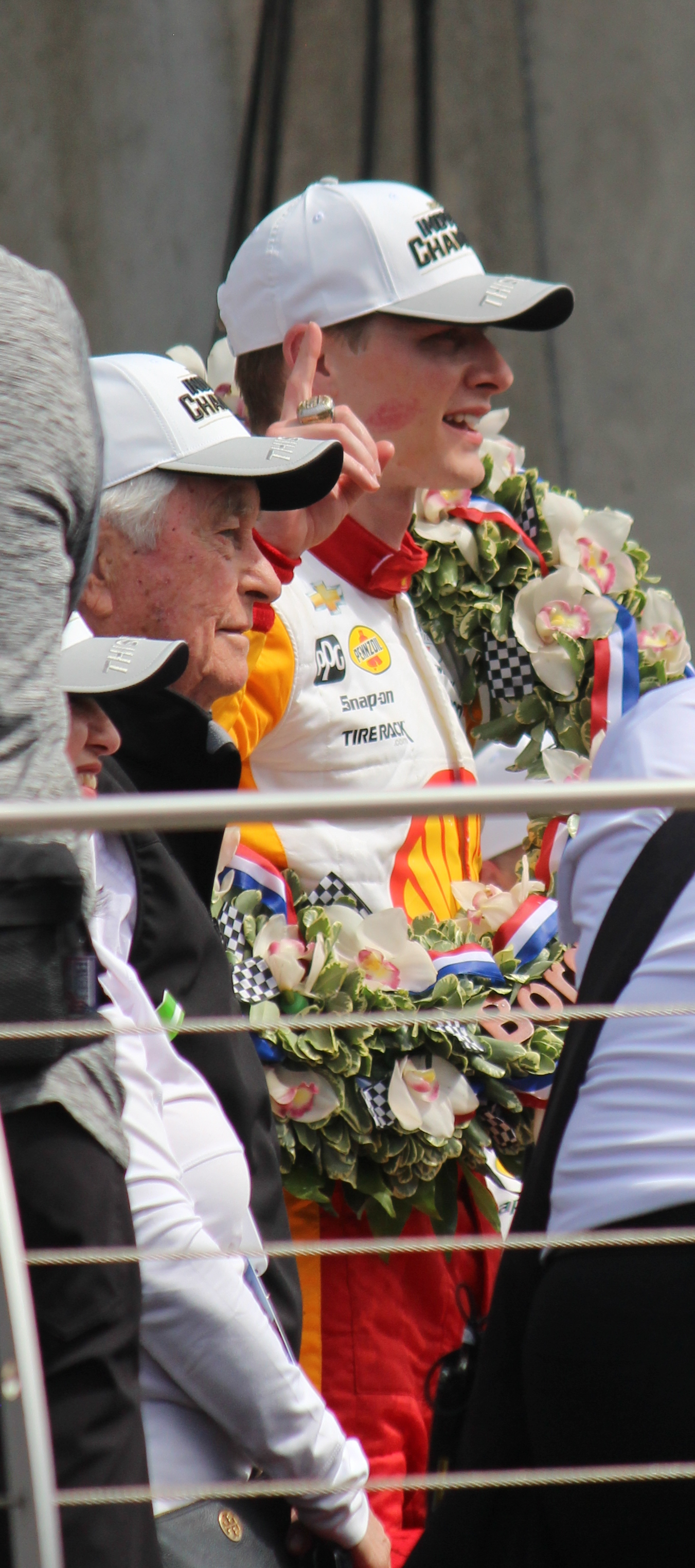
Newgarden nella victory lane con Roger Penske

La corsa è ripresa con le bandiere bianca e verde sventolate insieme al giro 200, l'ultimo, con Ericsson davanti a Newgarden. Newgarden è riuscito a sorpassare Ericsson sul secondo rettilineo e a rimanere davanti per il resto del giro andando a vincere, assicurandosi così la sua prima vittoria alla 500 Miglia di Indianapolis alla sua 12ª partenza nell'evento.

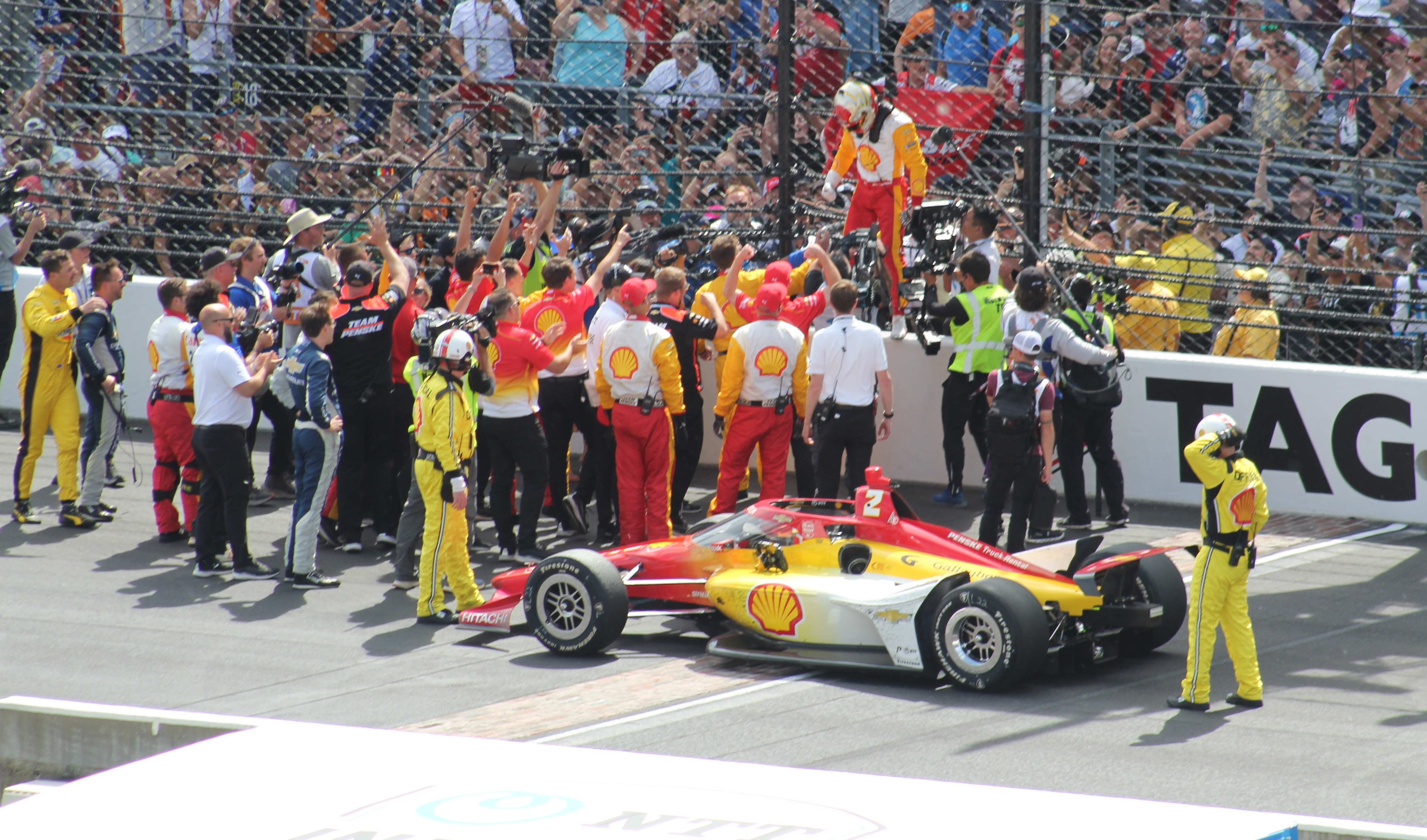
Josef Newgarden festeggia la vittoria

La vittoria di Newgarden è stata la prima per un pilota statunitense dal 2016, mentre è stata la 19ª vittoria alla 500 Miglia di Indianapolis per il Team Penske. Dopo aver vinto, Newgarden si è fermato sul rettilineo principale, è sceso dalla macchina, quindi ha scavalcato attraverso un varco nella recinzione per festeggiare con i tifosi prima di tornare per la cerimonia ufficiale di celebrazione nel circolo dei vincitori. Newgarden è diventato il primo pilota del Tennessee a vincere nella 500 Miglia. Newgarden ha ottenuto 3,666 milioni di dollari per la vittoria da un montepremi record di 17.021.500 dollari. Il secondo classificato Marcus Ericsson è diventato il primo vincitore in carica a finire secondo dai tempi di Hélio Castroneves nel 2003. Santino Ferrucci al terzo posto ha ottenuto il miglior piazzamento in carriera in questa gara e il miglior piazzamento per l'A. J. Foyt Enterprises dal 2000. Nonostante sia stato coinvolto nell'incidente finale, Benjamin Pedersen è stato il debuttante con il miglior piazzamento in gara, al 21º posto, ed è stato nominato Rookie of the Year per il 2023.
La decisione di esporre la bandiera rossa per concludere con una volata di un giro è stata criticata dal secondo classificato Marcus Ericsson, che ha definito la decisione "ingiusta e pericolosa" e ha affermato che la IndyCar non aveva mai fatto una ripartenza del genere in precedenza. Altri concorrenti, come il 3º classificato Santino Ferrucci e il 16º classificato Tony Kanaan, hanno ritenuto che la decisione della IndyCar fosse quella corretta, citando le lamentele nelle precedenti edizioni della gara terminate con dei periodi di caution.

### Risultati
| Pos.                | Nº | Pilota              | Scuderia                                                    | Motore    | Giri | Tempo/Ritirato     | Pit Stop | Griglia | Giri in testa | Pti |
| ------------------- | -- | ------------------- | ----------------------------------------------------------- | --------- | ---- | ------------------ | -------- | ------- | ------------- | --- |
| 1                   | 2  | Josef Newgarden     | Team Penske                                                 | Chevrolet | 200  | 2:58:21.9611       | 5        | 17      | 5             | 51  |
| 2                   | 8  | Marcus Ericsson W   | Chip Ganassi Racing                                         | Honda     | 200  | +0.0974            | 5        | 10      | 30            | 44  |
| 3                   | 14 | Santino Ferrucci    | A. J. Foyt Enterprises                                      | Chevrolet | 200  | +0.5273            | 5        | 4       | 11            | 45  |
| 4                   | 10 | Álex Palou          | Chip Ganassi Racing                                         | Honda     | 200  | +0.7638            | 6        | 1       | 36            | 45  |
| 5                   | 7  | Alexander Rossi W   | Arrow McLaren                                               | Chevrolet | 200  | +0.9934            | 5        | 7       | 4             | 37  |
| 6                   | 9  | Scott Dixon W       | Chip Ganassi Racing                                         | Honda     | 200  | +1.4316            | 5        | 6       | 0             | 35  |
| 7                   | 11 | Takuma Sato W       | Chip Ganassi Racing                                         | Honda     | 200  | +1.5770            | 6        | 8       | 2             | 32  |
| 8                   | 20 | Conor Daly          | Ed Carpenter Racing                                         | Chevrolet | 200  | +1.8855            | 5        | 16      | 0             | 24  |
| 9                   | 26 | Colton Herta        | Andretti Autosport w/ Curb-Agajanian                        | Honda     | 200  | +2.2248            | 6        | 21      | 1             | 23  |
| 10                  | 21 | Rinus VeeKay        | Ed Carpenter Racing                                         | Chevrolet | 200  | +3.2648            | 6        | 2       | 24            | 32  |
| 11                  | 23 | Ryan Hunter-Reay W  | Dreyer & Reinbold Racing                                    | Chevrolet | 200  | +3.4223            | 6        | 18      | 8             | 20  |
| 12                  | 77 | Callum Ilott        | Juncos Hollinger Racing                                     | Chevrolet | 200  | +4.0470            | 6        | 27      | 5             | 19  |
| 13                  | 29 | Devlin DeFrancesco  | Andretti Steinbrenner Autosport                             | Honda     | 200  | +4.7432            | 5        | 25      | 0             | 17  |
| 14                  | 3  | Scott McLaughlin    | Team Penske                                                 | Chevrolet | 200  | +5.0045            | 6        | 14      | 0             | 16  |
| 15                  | 06 | Hélio Castroneves W | Meyer Shank Racing                                          | Honda     | 200  | +5.4631            | 7        | 20      | 1             | 16  |
| 16                  | 66 | Tony Kanaan W       | Arrow McLaren                                               | Chevrolet | 200  | +5.7158            | 7        | 9       | 0             | 18  |
| 17                  | 98 | Marco Andretti      | Andretti Herta Autosport w/ Marco Andretti & Curb-Agajanian | Honda     | 200  | +8.9800            | 6        | 24      | 0             | 13  |
| 18                  | 30 | Jack Harvey         | Rahal Letterman Lanigan Racing                              | Honda     | 199  | +1 giro            | 7        | 32      | 0             | 12  |
| 19                  | 45 | Christian Lundgaard | Rahal Letterman Lanigan Racing                              | Honda     | 198  | +2 giri            | 8        | 30      | 0             | 11  |
| 20                  | 33 | Ed Carpenter        | Ed Carpenter Racing                                         | Chevrolet | 197  | Incidente          | 6        | 13      | 0             | 10  |
| 21                  | 55 | Benjamin Pedersen R | A. J. Foyt Enterprises                                      | Chevrolet | 196  | Incidente          | 7        | 11      | 0             | 11  |
| 22                  | 24 | Graham Rahal        | Dreyer & Reinbold Racing                                    | Chevrolet | 195  | +5 giri            | 6        | 33      | 0             | 8   |
| 23                  | 12 | Will Power W        | Team Penske                                                 | Chevrolet | 195  | +5 giri            | 6        | 12      | 1             | 9   |
| 24                  | 5  | Pato O'Ward         | Arrow McLaren                                               | Chevrolet | 192  | Incidente          | 6        | 5       | 39            | 17  |
| 25                  | 60 | Simon Pagenaud W    | Meyer Shank Racing                                          | Honda     | 192  | Incidente          | 5        | 22      | 0             | 5   |
| 26                  | 78 | Agustín Canapino R  | Juncos Hollinger Racing                                     | Chevrolet | 192  | Incidente          | 6        | 26      | 0             | 5   |
| 27                  | 6  | Felix Rosenqvist    | Arrow McLaren                                               | Chevrolet | 183  | Incidente          | 5        | 3       | 33            | 16  |
| 28                  | 27 | Kyle Kirkwood       | Andretti Autosport                                          | Honda     | 183  | Incidente          | 5        | 15      | 0             | 5   |
| 29                  | 18 | David Malukas       | Dale Coyne Racing w/ HMD Motorsports                        | Honda     | 160  | Incidente          | 7        | 23      | 0             | 5   |
| 30                  | 28 | Romain Grosjean     | Andretti Autosport                                          | Honda     | 149  | Incidente          | 4        | 19      | 0             | 5   |
| 31                  | 51 | Sting Ray Robb R    | Dale Coyne Racing w/ Rick Ware Racing                       | Honda     | 90   | Incidente          | 2        | 31      | 0             | 5   |
| 32                  | 50 | R. C. Enerson R     | Abel Motorsports                                            | Chevrolet | 75   | Problema meccanico | 3        | 28      | 0             | 5   |
| 33                  | 44 | Katherine Legge     | Rahal Letterman Lanigan Racing                              | Honda     | 41   | Incidente          | 4        | 29      | 0             | 5   |
| Risultati ufficiali |    |                     |                                                             |           |      |                    |          |         |               |     |

 R  = Debuttante alla 500 Miglia di Indianapolis (Rookie)
 W  = Vincitore in passato della 500 Miglia di Indianapolis (Winner)